# Freycinetia storckii
Freycinetia storckii är en enhjärtbladig växtart som beskrevs av Berthold Carl Seemann. Freycinetia storckii ingår i släktet Freycinetia och familjen Pandanaceae. Inga underarter finns listade.